# Adele Eva Goldberg
Adele Eva Goldberg (* 9. November 1963) ist eine US-amerikanische Linguistin.

## Werdegang
Goldberg promovierte 1992 an der University of California, Berkeley bei George Lakoff. Von 1992 bis 1998 war sie Professorin für Linguistik an der University of California, San Diego, und von 1997 bis 2004 an der University of Illinois at Urbana-Champaign. Seit 2004 ist sie Professorin für Linguistik an der Princeton University.
Goldberg ist eine führende Forscherin in der Konstruktionsgrammatik. In ihrer Monografie Constructions: A Construction Grammar Approach to Argument Structure (1995), die schnell zu einem Standardwerk wurde, beschäftigt sie sich mit den allgemeinen Grundlagen dieser Theorie, die davon ausgeht, dass grammatische Strukturen – ähnlich wie Wörter – bedeutungstragende sprachliche Einheiten sind. Seitdem hat sie sich verstärkt mit der psycholinguistischen Realität dieser Einheiten beschäftigt. Ihre Forschungsarbeiten zu dieser Frage fasst sie in ihrer Monografie Constructions at Work: The Nature of Generalization in Language (2006) zusammen.
Goldberg ist verheiratet mit dem Physikprofessor Ali Yazdani. Ihr Bruder ist der Künstler und Professor für Ingenieurwissenschaften Ken Goldberg.

## Werke (Auswahl)
- Constructions: A Construction Grammar Approach to Argument Structure. University of Chicago Press, Chicago 1995, ISBN 0-226-30086-2.
- als Hrsg.: Conceptual Structure, Discourse and Language. Center for the Study of Language and Information Publications, Stanford, CA 1996, ISBN 1-57586-041-4.
- Constructions at Work: the nature of generalization in language. Oxford University Press, Oxford 2006, ISBN 0-19-926852-5.